# 1942: A Love Story
Pour plus de détails, voir Fiche technique et Distribution.
1942: A Love Story est un film romantique patriotique indien, réalisé par Vidhu Vinod Chopra sorti en 1994.

## Fiche technique
Sauf indication contraire, les informations mentionnées dans cette section peuvent être confirmées par la base de données cinématographiques IMDb,  présente dans la section « Liens externes ».
- Titre : 1942: A Love Story
- Réalisation : Vidhu Vinod Chopra
- Scénario : Sanjay Leela Bhansali, Vidhu Vinod Chopra, Shivkumar Subramaniam
- Dialogues : Kamna Chandra
- Direction artistique : Nitin Chandrakant Desai
- Costumes : Shaahid Amir, Bhanu Athaiya
- Son : Harikumar Pillai
- Photographie : Binod Pradhan
- Montage : Renu Saluja
- Musique : R. D. Burman, Babloo Chakravorty, Manohari Singh
- Paroles : Javed Akhtar
- Production : Vidhu Vinod Chopra
- Sociétés de production : Vinod Chopra Productions
- Sociétés de distribution : Digital Entertainment, Eros Entertainment
- Pays d'origine :  Inde
- Langue : Hindi, anglais
- Format : Couleurs - 2,35:1 - DTS / Dolby Digital / SDDS - 35 mm
- Genre : Action, drame, musical, romance
- Durée : 119 minutes (1 h 59)
- Dates de sorties en salles : 
  -  Inde : 15 juillet 1994

## Distribution
- Jackie Shroff : Shubhankar
- Anil Kapoor : Naren Singh
- Manisha Koirala : Rajeshwari "Rajjo" Pathak
- Anupam Kher : Raghuvir Pathak
- Danny Denzongpa : Major Bisht
- Pran : Abid Ali Baig
- Chandni : Chanda
- Raghuvir Yadav : Munna
- Sushma Seth : Gayatridevi Singh
- Manohar Singh : Diwan Hari Singh
- Brian Glover : général Douglas
- Gopi Desai : Chachi
- Pramod Moutho : Govind Pathak
- Uday Chandra : Shankar
- Shakti Singh : capitaine Digantu
- Ashish Vidyarthi : Ashutosh
- Kamal Chopra : Raj Singh
- Shivkumar Subramaniam : Bishti Baba
- Tarakesh Chauhan : sergent
- Ilyas Sheikh : Tyagi
- Shashank Dabral : Rajan
- Kees Van De Klundert : colonel Simpson

## Distinctions
| Date            | Distinction     | Catégorie                           | Nom                                             | Résultat   |
| --------------- | --------------- | ----------------------------------- | ----------------------------------------------- | ---------- |
| 25 février 1995 | Filmfare Awards | Meilleur acteur dans un second rôle | Jackie Shroff                                   | Lauréat    |
| 25 février 1995 | Filmfare Awards | Meilleure direction musicale        | R. D. Burman                                    | Lauréat    |
| 25 février 1995 | Filmfare Awards | Meilleur parolier                   | Javed Akhtar (pour Ek Ladki Ko Dekha)           | Lauréat    |
| 25 février 1995 | Filmfare Awards | Meilleur chanteur de play-back      | Kumar Sanu (pour Ek Ladki Ko Dekha)             | Lauréat    |
| 25 février 1995 | Filmfare Awards | Meilleure chanteuse de play-back    | Kavita Krishnamurthy (pour Pyaar Hua Chupke Se) | Lauréat    |
| 25 février 1995 | Filmfare Awards | Meilleur montage                    | Renu Saluja                                     | Lauréat    |
| 25 février 1995 | Filmfare Awards | Meilleure photographie              | Binod Pradhan                                   | Lauréat    |
| 25 février 1995 | Filmfare Awards | Meilleure direction artistique      | Nitin Chandrakant Desai                         | Lauréat    |
| 25 février 1995 | Filmfare Awards | Meilleur son                        | Jitendra Chaudhary, Namita Nayak                | Lauréat    |
| 25 février 1995 | Filmfare Awards | Meilleur film                       | Vidhu Vinod Chopra                              | Nomination |
| 25 février 1995 | Filmfare Awards | Meilleur réalisateur                | Vidhu Vinod Chopra                              | Nomination |
| 25 février 1995 | Filmfare Awards | Meilleur acteur                     | Anil Kapoor                                     | Nomination |
| 25 février 1995 | Filmfare Awards | Meilleure actrice                   | Manisha Koirala                                 | Nomination |